# Виксон Вали (Тексас)
Виксон Вали (енгл. Wixon Valley) град је у америчкој савезној држави Тексас. По попису становништва из 2010. у њему је живело 254 становника.

## Демографија
Према попису становништва из 2010. у граду је живело 254 становника, што је 19 (8,1%) становника више него 2000. године.
| Група             | 2000.       | 2010.       |
| Белци             | 210 (89,4%) | 199 (78,3%) |
| Афроамериканци    | 18 (7,7%)   | 26 (10,2%)  |
| Азијати           | 0 (0,0%)    | 0 (0,0%)    |
| Хиспаноамериканци | 6 (2,6%)    | 25 (9,8%)   |
| Укупно            | 235         | 254         |